# Суперкубок Східного Тимору з футболу 2018
Суперкубок Східного Тимору з футболу 2018  — 3-й розіграш турніру. Матч відбувся 25 листопада 2018 року між чемпіоном Східного Тимору клубом Боавішта та володарем кубка Східного Тимору клубом Атлетіко Ультрамар.
| Володар Суперкубка Східного Тимору 2018 |
| --------------------------------------- |
|                                         |
| Боавішта Перший титул                   |

## Матч

### Деталі
| 25 листопада 2018 |

| Боавішта              | 2:0      | Атлетіко Ультрамар |
| --------------------- | -------- | ------------------ |
| да Круз 18' Савіу 24' | Протокол |                    |

| Національний стадіон, Ділі |